# エーリヒ・フォン・デム・バッハ＝ツェレウスキー
エーリヒ・ユリウス・エーベルハルト・フォン・デム・バッハ＝ツェレウスキー（Erich Julius Eberhard von dem Bach-Zelewski、1899年3月1日‐1972年3月8日）は、ドイツの軍人、政治家。親衛隊（SS）の将軍で最終階級は親衛隊大将、警察大将及び武装親衛隊大将（SS-Obergruppenführer und General der Waffen-SS und Polizei）。

## 経歴

### ナチ党入党まで
ポンメルンのラウエンブルク（現在のポーランドのレンボルク）に生まれる。初名はエーリヒ・ユリウス・エーベルハルト・フォン・ツェレウスキー（Erich Julius Eberhard von Zelewski）だった。
父はユンカー（貴族）のオットー・ヤン・ユゼファット・フォン・ツェレウスキー（Otto Jan Józefat von Zelewski）。母はその妻エルジュビエタ・エヴェリナ（Elżbieta Ewelina）（旧姓シマンスカ（Szymańska））。ドイツ化したポーランド系貴族（スラヴ系西スラブ族）の一族であった。
1930年代後半に苗字にデム・バッハ（dem Bach）を加え、エーリヒ・ユリウス・エーベルハルト・フォン・デム・バッハ＝ツェレウスキー（Erich Julius Eberhard von dem Bach-Zelewski）となった。しかし1940年にはツェレウスキーの名前はポーランド人的であるとしてこれを除き、正式名をエーリヒ・ユリウス・エーベルハルト・フォン・デム・バッハ（Erich Julius Eberhard von dem Bach）とした。しかし戦後亡くなった際の墓にはエーリヒ・ユリウス・エーベルハルト・フォン・デム・バッハ＝ツェレウスキー（Erich Julius Eberhard von dem Bach-Zelewski）の名前で眠っている。
貴族の家柄であったが、父の農場経営はうまくいっていなかったので、若き日のエーリヒは貧困の中で育った。しかも1911年に幼くして父を失っている。
ギムナジウムに通っていた際に第一次世界大戦が始まった。1914年11月にプロイセン王国陸軍に入隊。大戦中に少尉(Leutnant)に昇進し、一級鉄十字章および二級鉄十字章を受章した。ドイツ敗戦後、ドイツ義勇軍「シレジア国境守備隊（Grenzschutz Schlesien）」に部隊指揮官として参加し、シレジア蜂起の鎮圧戦に参加した。
戦後のヴァイマル共和国軍にも残留し、ポンメルンの歩兵連隊に配属されていたが、国家社会主義ドイツ労働者党（ナチ党、ナチス）と連携関係にあったドイツ民族自由党に所属していたバッハ＝ツェレウスキーはミュンヘン一揆の関与を疑われて1924年に軍を追われている。その後は土地の鑑定士や土地管理の仕事をしていた。

### ナチ党入党後
1930年、ナチ党に入党した（党員番号は489,101）。 1931年2月15日には親衛隊に入隊（隊員番号は9,831）。東プロイセンの親衛隊リーダーとなった。この際にアントン・フォン・ホーベルク＝ブーフヴァルト男爵が彼に副官として付けられたが、アントンとはそりが合わず、結局アントンを親衛隊から追放した。
1932年8月30日の国会（Reichstag）議員選挙において第5区（フランクフルト・アン・デア・オーダー地区）からナチ党候補として出馬して当選した。国会議員の地位は第二次世界大戦のドイツの敗戦による国会の消滅まで保持した。
1933年の終わりには親衛隊少将（SS-Brigadeführer）に昇進している。1934年の長いナイフの夜の際には彼も突撃隊（SA）に対する粛清に参加し、かつて自らの副官だったアントンを殺害している。1936年にはシレジアの親衛隊の責任者となる。1937年に親衛隊全国指導者ハインリヒ・ヒムラーが「高級親衛隊及び警察指導者」の職を新設すると、シレジアの親衛隊及び警察高級指導者となっている。彼の再定住の命令によって、同地のおよそ2万世帯が家を追われた。

### 独ソ戦中

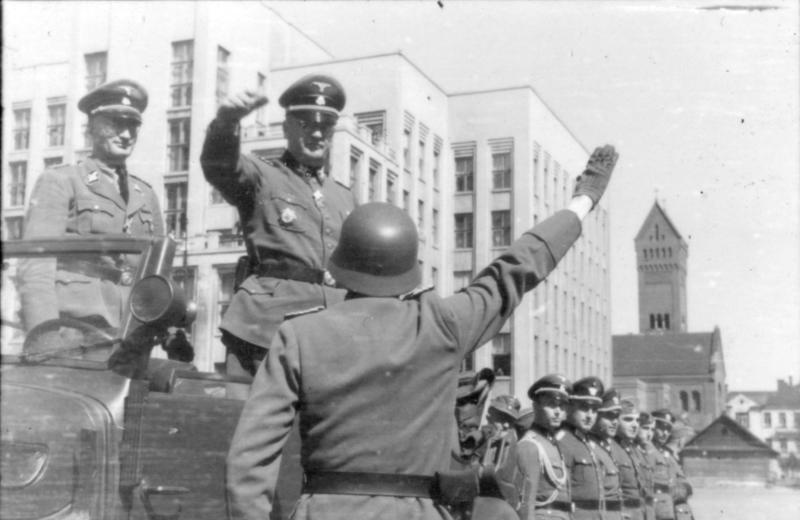
1943年、ミンスクで。車上で答礼する人物がバッハ＝ツェレウスキー。

独ソ戦緒戦のバルバロッサ作戦が始まった1941年6月22日、中央軍集団の占領地域の親衛隊及び警察高級指導者となる。「パルチザン」と断定した人々を続々と処刑した。併行してユダヤ人虐殺（ホロコースト）も行った。ドイツ軍のモスクワ占領後にはモスクワの親衛隊及び警察高級指導者に任命される予定であったが、ドイツ軍がモスクワ攻略に失敗した為、実現しなかった。気の弱かったバッハ＝ツェレウスキーは繰り返される殺戮の毎日にいよいよノイローゼとなった。バッハ＝ツェレウスキーはこの時、酒に逃げ、肝硬変を起こした。ユダヤ人らの銃殺に当たるアインザッツグルッペンも精神的に疲弊しており、前線を視察したヒムラーも気分が悪くしていたことを回想している。ツェレウスキーはヒムラーに、「彼らはもはや生きがいをなくしています。今後、どんな連中を訓練したらいいのですか？精神病者ですか、野蛮人ですか？」と話すほどだった。1942年2月には入院する。入院時は、良心の呵責に苛まれ、夜中に悲鳴をあげる、殺害したユダヤ人の幻覚も見ていた。同年7月に退院して職務に復帰した。
1943年7月にはパルチザン討伐部隊（Bandenkampfverbände）の指揮官となり、リガでの3万5000人の民間人虐殺、ベラルーシと東ポーランドでの2万人の民間人虐殺を行った。1944年初めにはコーヴェリ地方の前線で指揮をとっていたが、3月には治療のためドイツへ戻った。1944年8月5日より、ワルシャワ蜂起の鎮圧部隊の総指揮をとった。彼の指揮の下、20万人の市民と人数未詳の捕虜が殺害されたとみられている。2か月に及ぶ鎮圧戦の末、ドイツ軍は街を再び支配下に置いた。この功績で1944年9月30日に騎士鉄十字章を受章している。1945年1月26日にはSS第10軍団（X SS Armeekorps）の指揮官に任命されるが、この「書類上」の存在に過ぎない部隊は、2週間足らずのうちに解散された。

### 戦後
ドイツの敗戦後、しばらく故郷に身を隠していたが、1945年8月にアメリカ軍に見つけ出されて逮捕された。ニュルンベルク裁判に証人として出され、ここで大虐殺の事実を認めて同裁判の被告人達に不利になる証言を行った。バッハ＝ツェレウスキーがこの証言を行った際に被告席のヘルマン・ゲーリング（空軍総司令官）から「恥知らず」「ヘドが出そうな豚」「お前が一番最悪の人殺しだったくせに」「その汚れた命を守るために魂を売り渡すがいい」などと激しい罵倒を受けた。実際、バッハ＝ツェレウスキーはこのニュルンベルク裁判での証言により、アメリカやイギリスの高評価を得、ポーランドやソ連への引き渡しを免れている。ニュルンベルク裁判では、マクシミリアン・フォン・ヴァイクス元帥、ゲオルク・フォン・キュヒラー元帥、フェードア・フォン・ボック元帥、ギュンター・フォン・クルーゲ元帥、ゲオルク＝ハンス・ラインハルト上級大将らが、バッハ＝ツェレウスキーにパルチザンのせん滅を命じ、せん滅の方法や目的を熟知していたと証言した。ニュルンベルク裁判後の1946年から1947年にはワルシャワの法廷に出廷していたが、ルートヴィヒ・フィッシャーを被告とした裁判の証人としての出廷であった。1949年に釈放された。
1951年にバッハ＝ツェレウスキーはゲーリングの自殺を助けたのが自分だと主張しだした。しかしほとんどの歴史家からはバッハ＝ツェレウスキーのこの主張は虚言であろうと言われている。ゲーリングの自殺はアメリカ人看守の助けによるものという説が一般的である。1951年に西ドイツ政府から強制収容所での殺人行為で10年の投獄の判決を受けた。さらに長いナイフの夜の際のアントンの殺害や1930年代の共産主義者の殺害など小規模の殺人行為についてのみ罪に問われて追加の投獄判決を受けた。もっと大規模だった第二次世界大戦中のパルチザン狩りやユダヤ人の虐殺などについては全く裁かれなかった。また、バッハ＝ツェレウスキーは、ルートヴィヒ・フィッシャーを被告とした裁判の証人時には、大量殺戮を認め、ヒトラーに完全な忠誠を誓っていたことを隠さなかった。バッハ＝ツェレウスキーがニュルンベルク裁判で訴追されなかった理由としては、ソ連側の方にもポーランドに対しての残虐行為があったため、彼を被告として出廷させた場合、ソ連側がかえって裁判に不利になると考えたためであるとされる。1972年にミュンヘン刑務所の中で死去している。

## 人物
身長は182センチメートルだった。信仰はプロテスタントであったが、親衛隊規の方針に従ってキリスト教会を離れている。

## キャリア

### 受章歴
- 鉄十字勲章
  - 二級鉄十字章(1915年8月5日)
    - 二級鉄十字章略章(1941年8月31日)

  - 一級鉄十字章(1918年9月25日)
    - 一級鉄十字章略章(1942年5月20日)

  - 騎士鉄十字章(1944年9月30日)
- ドイツ十字章金章(1943年2月23日)
- 戦傷章黒章(1918年)
- パルチザン掃討章銀章
  - 銅章(1944年)
  - 銀章(1944年11月13日)
- 一級及び二級シレジア鷲章(Schlesischer Adler)
  - 二級(1921年)
  - 一級(1921年)
- 1941年/1942年冬季東部戦線従軍メダル（Medaille Winterschlacht im Osten 1941/42）（1942年）
- 名誉十字章前線戦士章(1934年10月15日)
- 戦功十字章
  - 二級剣付戦功十字章(不明)
  - 一級剣付戦功十字章(1942年)
- 1938年10月1日記念メダル(1939年9月19日)
- 一級ダンツィヒ十字章(1939年)
- 親衛隊全国指導者名誉長剣(1935年9月15日)
- 親衛隊名誉リング(1937年12月1日)
- SAスポーツ勲章（SA-Sportabzeichen）
  - 銅章（1937年12月1日）
- ドイツ帝国スポーツ勲章（Deutsches Reichssportabzeichen）
  - 銀章（1937年12月1日）
- 黄金ナチ党員バッジ(1939年1月30日)
- 勤続章（de:Dienstauszeichnung）
  - ナチ党勤続章
    - 銅章

### 階級

#### 親衛隊階級
- 1931年2月15日、親衛隊志願兵(SS-Anwärter)
- 1931年2月15日、親衛隊二等兵(SS-mann)
- 1931年7月20日、親衛隊少尉(SS-Sturmführer)
- 1932年2月15日、親衛隊少佐(SS-Sturmbannführer)
- 1932年9月10日、親衛隊大佐(SS-Standartenführer)
- 1932年10月6日、親衛隊上級大佐((SS-Oberführer)
- 1933年12月15日、親衛隊少将(SS-Brigadeführer)
- 1934年7月11日、親衛隊中将(SS-Gruppenführer)
- 1941年11月9日、親衛隊大将(SS-Obergruppenführer)
- 1944年7月1日、武装親衛隊大将(General der Waffen-SS)

#### 軍階級
- 1916年3月1日、少尉(Leutnant)
- 1935年、予備役中尉(Oberleutnant d.R)
- 1936年12月1日、予備役大尉(Hauptmann d.R)

#### 警察階級
- 1941年4月10日、警察中将(Generalleutnant der Polizei)
- 1941年11月9日、警察大将(General der Polizei)